# Rhynchostegium finitimum
Rhynchostegium finitimum är en bladmossart som beskrevs av Johan Ångström 1876. Rhynchostegium finitimum ingår i släktet näbbmossor, och familjen Brachytheciaceae. Inga underarter finns listade i Catalogue of Life.